# Sandie Rinaldo
Sandie Rinaldo (née Sandra Brycks le 16 janvier 1950 à Toronto,,) est une journaliste et une chef d'antenne canadienne.
Rinaldo travaille pour le réseau de télévision canadien anglophone CTV depuis 1973, quelle a rejoint seulement une semaine après la fin de ses études à l'Université York. 
Elle commence comme secrétaire et monte vers le sommet de l'échelle corporative pour devenir l'une des journalistes les plus influentes au Canada. Elle est la présentatrice du journal de fin de semaine de CTV depuis 1991, et elle remplaçait Lloyd Robertson pendant la semaine lorsque celui-ci était en fonction.
Elle garde également ce poste de 1985 à 1989 ; de 1989 à 1991, elle a été coanimatrice des nouvelles avec Tom Gibley sur CFTO, la station torontoise du réseau de télévision CTV.
Elle a produit des documentaires et elle a été associée aux émissions Canada AM et W5.